# Нугарулет
Нугаруле́т (фр. Nougaroulet) — коммуна во Франции, находится в регионе Юг — Пиренеи. Департамент — Жер. Входит в состав кантона Ош-Нор-Эст. Округ коммуны — Ош.
Код INSEE коммуны — 32298.

## География
Коммуна расположена приблизительно в 590 км к югу от Парижа, в 60 км западнее Тулузы, в 13 км к северо-востоку от Оша.

## Климат
Климат умеренно-океанический. Лето жаркое и немного дождливое, температура часто превышает 35 °С. Зимой часто бывает отрицательная температура и ночные заморозки. Годовое количество осадков — 700—900 мм.

## Население
Население коммуны на 2010 год составляло 352 человека.
| 1962 | 1968 | 1975 | 1982 | 1990 | 1999 | 2010 |
| ---- | ---- | ---- | ---- | ---- | ---- | ---- |
| 320  | 268  | 231  | 219  | 249  | 288  | 352  |

## Администрация
| Период | Период | Фамилия         | Партия | Примечания |
| ------ | ------ | --------------- | ------ | ---------- |
| 2001   | 2008   | Роже Клюзе      |        |            |
| 2008   | 2014   | Элизабет Лабади |        |            |
| 2014   | 2020   | Ален Бар        |        |            |

## Экономика
В 2010 году среди 217 человек трудоспособного возраста (15-64 лет) 171 были экономически активными, 46 — неактивными (показатель активности — 78,8 %, в 1999 году было 74,6 %). Из 171 активных жителей работали 156 человек (82 мужчины и 74 женщины), безработных было 15 (7 мужчин и 8 женщин). Среди 46 неактивных 17 человек были учениками или студентами, 19 — пенсионерами, 10 были неактивными по другим причинам.